# ぼくたちの奉仕活動
『ぼくたちの奉仕活動』（原題：Role Models）は、2008年のアメリカ映画。日本では劇場未公開でビデオスルーとなった。

## ストーリー
仕事中に事故を起こしたホイーラーとダニーは、刑務所送りになるかわりに150時間の社会奉仕活動をすることになった。奉仕活動の内容は、ある2人の問題児の面倒を看ることであった。

## キャスト
| 役名                                           | 俳優                             | 日本語吹替 |
| ---------------------------------------------- | -------------------------------- | ---------- |
| ホイーラー                                     | ショーン・ウィリアム・スコット   | 花輪英司   |
| ダニー                                         | ポール・ラッド                   | 後藤敦     |
| オーギー                                       | クリストファー・ミンツ＝プラッセ | 三浦圭介   |
| スウィーニー                                   | ジェーン・リンチ                 | 宮寺智子   |
| ロニー                                         | ボビー・J・トンプソン            |            |
| ベス（ダニーの彼女）                           | エリザベス・バンクス             | 本田貴子   |
| 模擬戦争ゲームの「王様」役                     | ケン・チョン                     |            |
| リネットのボーイフレンド（もしくは再婚した夫） | ケン・マリーノ                   |            |
| リネット（オーギーの母）                       | ケリー・ケニー                   |            |
| マーティン                                     | A・D・マイルズ                   | 宇垣秀成   |

## 受賞・ノミネート
第14回クリティクス・チョイス・アワード
- ノミネート：コメディ映画賞

第18回MTVムービー・アワード
- ノミネート：ブレイクスルー演技賞 (男優) - ボビー・J・トンプソン